# Guatteria villosissima
Guatteria villosissima A.St.-Hil. – gatunek rośliny z rodziny flaszowcowatych (Annonaceae Juss.). Występuje endemicznie w Brazylii – w stanach Espírito Santo, Minas Gerais oraz Rio de Janeiro. 

## Morfologia
PokrójZimozielone drzewo dorastające do 3–10 m wysokości.
LiścieMają eliptyczny kształt. Mierzą 5–16 cm długości oraz 2–4 szerokości. Liść na brzegu jest całobrzegi. Wierzchołek jest tępy.
KwiatySą pojedyncze. Rozwijają się w kątach pędów. Działki kielicha mają owalny kształt i dorastają do 4–8 mm długości. Płatki mają odwrotnie owalny kształt. Mają zielony kolor, później przebarwiając się na czerwono. Osiągają do 25–33 mm długości. Mają około 100 pręcików i 9–13 słupków.
OwocePojedyncze. Mają eliptyczny kształt. Osiągają 7–8 mm długości oraz 4–5 mm średnicy.

## Biologia i ekologia
Rośnie w cerrado i lasach. Występuje na wysokości od 700 do 1800 m n.p.m.